# Ілва Йоганссон
Ілва Юлія Марґарета Йоганссон (швед. Ylva Julia Margareta Johansson) — шведська політична діячка, комісарка з питань внутрішніх справ у Комісії фон дер Ляєн з 1 грудня 2019 по 30 листопада 2024 року, з 2014 по 2019 рік — міністерка зайнятості Швеції. Раніше міністерка шкіл (з 1994 по 1998) та міністерка соціального забезпечення і літніх людей (з 2004 по 2006). Членкиня шведського Риксдагу з 2006 року.

## Біографія
Ілва Йоганссон навчалася в Лундському університеті та педагогічному коледжі Стокгольмського університету в 1985—1988 і 1991—1992 роках відповідно. Здобула ступінь магістра наук у галузі освіти. На загальних виборах 1988 року була обрана до Риксдагу від лівої партії — комуністів (ВПК). Пізніше вийшла з партії та приєдналася до соціал-демократів.
З 1992 по 1994 роки працювала вчителькою, поки прем'єр-міністр Інгвар Карлссон не призначив її міністеркою у справах шкіл у своєму уряді. У 1998 році вона і тодішній міністр фінансів Ерік Абрінк публічно підтвердили, що закохані, й оголосили про намір розлучитися зі своїми партнерами. Незабаром після цього Ілва Йоганссон залишила уряд. У наступні роки вона працювала в приватному секторі.
У 2004 році прем'єр-міністр Ганс Перссон призначив Ілву Йоганссон міністерки охорони здоров'я та літніх людей.
Вона має двох дітей від шлюбу з колишнім чоловіком, Бо Гаммаром, і сина від Еріка Асбрінка.

## Нагороди
- Орден «За заслуги» II ст. (Україна, 23 серпня 2022) — за значні особисті заслуги у зміцненні міждержавного співробітництва, підтримку державного суверенітету та територіальної цілісності України, вагомий внесок у популяризацію Української держави у світі[8]